# Conclusión irrelevante
En lógica, conclusión irrelevante, conclusión inatingente, ignoratio elenchi, falacia de irrelevancia, refutación ignorante o eludir la cuestión es una falacia informal en la que se presenta un argumento que puede o no ser por sí mismo válido, pero que prueba o concluye una proposición diferente a la que debería probar o concluir.
La frase ignoratio elenchi proviene del latín "ignorar una refutación". Aquí elenchi es el genitivo singular del sustantivo latino elenchus, que proviene del griego antiguo ἔλεγχος (elenchos) 'un argumento de refutación o refutación'.
Aristóteles creía que todas las falacias lógicas podían ser reducidas a ignoratio elenchi. También en algunos casos estas conclusiones irrelevantes son intentos deliberados por parte de manipuladores, expertos en falacias, de cambiar el asunto de la conversación.[cita requerida]

## Ejemplos
- «Pablo es un buen deportista y debe ganar la copa. Después de todo, es un buen tipo, ha donado mucho dinero y es miembro de una ONG». Las donaciones o preferencias solidarias no tienen que ver con el merecimiento deportivo de una copa.
- «El Cristianismo es falso porque ha producido muchas muertes durante su historia». La veracidad o falsedad de las ideas del cristianismo no está justificado por la cantidad de muertos que hayan producido sus fieles.
- «La ideología de ese partido no sirve porque su dirigente se compró una mansión». La utilidad de las ideas de ese partido no están relacionadas con los bienes que pueda adquirir su dirigiente.